# 沃省
6°20′N 1°32′E / 6.333°N 1.533°E
沃省（Vo Prefecture），是多哥的30個省份之一，位於該國南部，由濱海區負責管轄，首府設於沃岡，面積714平方公里，據2010年的人口普查結果，總人口數為210,075，人口密度每平方公里294.2人。